# Альберта
Альбе́рта (Албе́рта, англ. Alberta [ælˈbɜrtə]) — одна з 10 провінцій Канади. Столиця — місто Едмонтон, найбільше місто й діловий центр — Калґарі.
Альберта знаходиться в західній частині Канади, межує з провінціями Британська Колумбія на заході, Саскачеваном на сході, Північно-Західними територіями на півночі, та американським штатом Монтана на півдні. Альберта є однією з трьох канадських провінцій і територій, що мають кордон тільки з одним штатом США (інші — Нью-Брансвік і Юкон). Це також одна з двох канадських провінцій, які не мають виходу до моря (друга — Саскачеван).
Місто Едмонтон, столиця Альберти, розташоване на південь від центру провінції. Приблизно за 300 кілометрів на південь від столиці лежить Калгарі, найбільше місто в провінції, головний логістичний центр, а також один з основних центрів торгівлі в Канаді. Едмонтон є центром освоєння нафтових пісків Канади та інших північних ресурсів. Згідно з останніми оцінками, населення двох цих міських районів перевищило 1 млн осіб., а провінція має 16 агломерацій перепису.
З 1905 року Альберта відокремилась від Північно-Західних територій, ставши окремою провінцією Канади.
Альберта була названа на честь принцеси Луїзи Кароліни Альберти, четвертої доньки королеви Вікторії та її батька, принца Альберта. Луїза була дружиною маркіза Лорна, генерал-губернатора Канади з 1878 по 1883 рік. Озеро Луїза, село Каролін, і гора Альберта були також названі на честь принцеси Луїзи.

## Географія

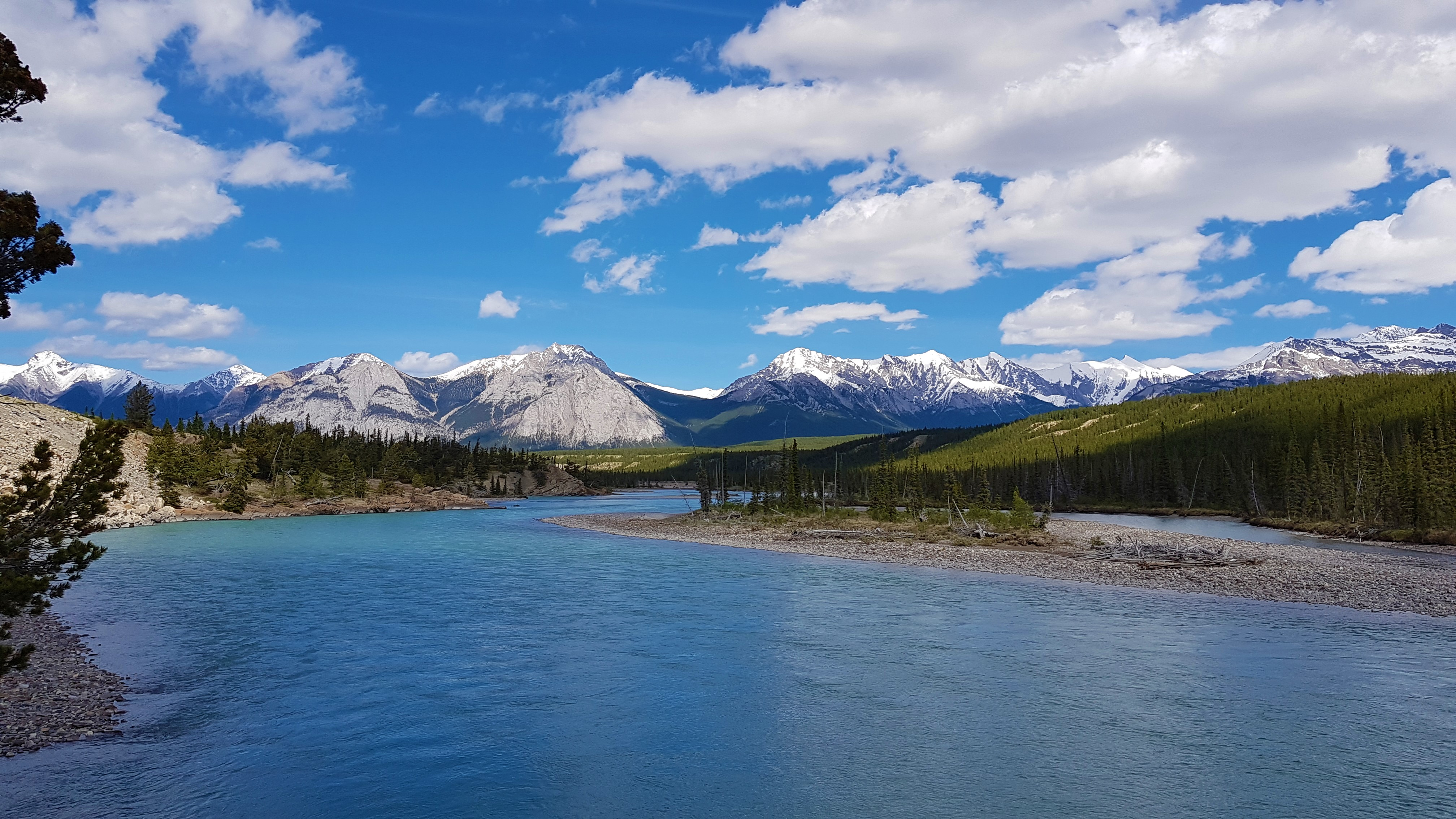
Річка Північний Саскачеван в Скелястих Горах

Альберта займає площу 661 848 км², на 5 % меншу, ніж Техас, або на 10 % більшу, ніж Україна і на 20 % більшу, ніж Франція. Це робить її четвертою за величиною після провінцій Квебек, Онтаріо та Британської Колумбії. На півдні кордон провінції проходить по північній 49-й паралелі, що відокремлює її від американського штату Монтана, а на півночі 60-та паралель відділяє її від Північно-Західних територій. На сході 110 західний меридіан відділяє її від провінції Саскачеван, в той час як на заході її кордон з Британською Колумбією проходить по 120-му західному меридіану на південь від Північно-Західних територій на 60 ° пн.ш., поки не досягне континентального вододілу в Скелястих горах, а також з цієї точки проходить по лінії піки маркування континентального вододілу, в цілому йде в південно-східному напрямку, поки не досягне кордону Монтани на 49 ° пн.ш.

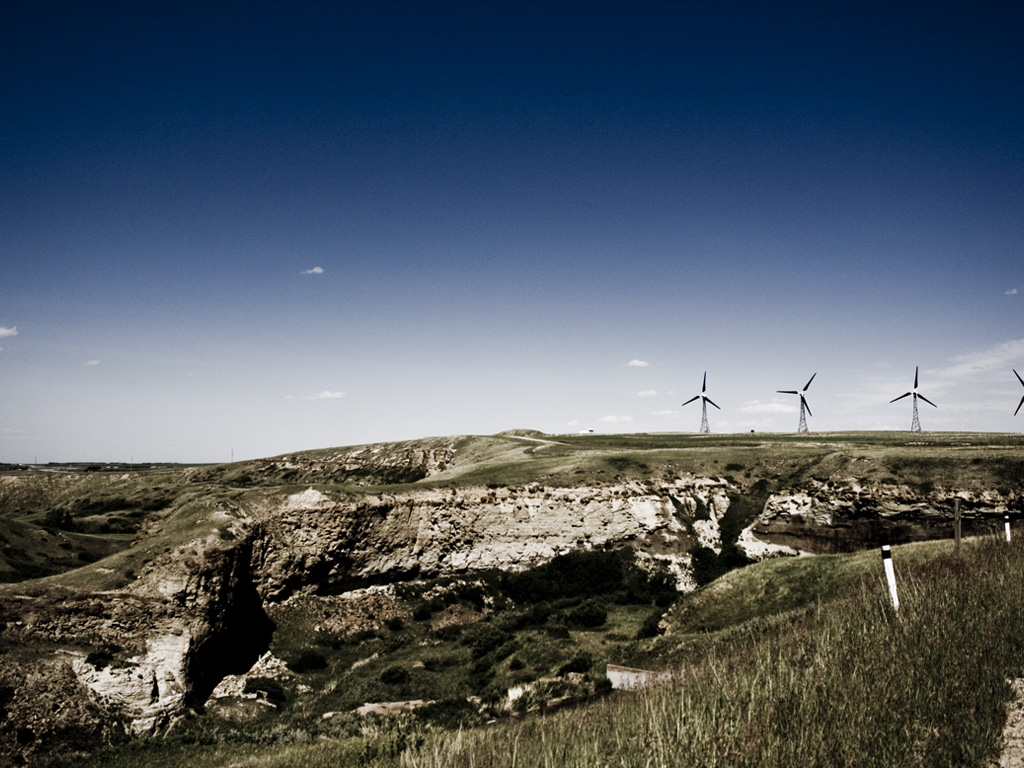
Вітряки в Альберті

Провінція простяглася на 1223 кілометри з півночі на південь і на 660 кілометрів зі сходу на захід по максимальній ширині. Найвища точка 3747 метрів на вершині гори Колумбія в Скелястих горах вздовж південно-східного кордону, а найнижча точка: 152 метри на річці Невільничій в національному парку Вуд-Баффало на північному сході.
За винятком напівпосушливих степів південно-східної частини, провінція має достатньо водних ресурсів. В Альберті є численні річки та озера, що використовуються для купання, катання на водних лижах, рибного лову й повного спектру інших видів водного спорту. Є три великих озера і безліч невеликих озер менше 260 км² кожне. Частина озера Атабаска (7898 км²) знаходиться в провінції Саскачеван. Мале невільниче озеро (1168 км²) розташоване на північний захід від Едмонтона. Найдовша річка в Альберті — річка Атабаска, яка пробігає 1538 кілометрів від Колумбійського льодовика в Скелястих горах до озера Атабаска. Найбільша річка за обсягом води — Піс-Рівер бере початок в Скелястих горах Північної Британської Колумбії і тече по північній частині Альберти і впадає в річку Невільницьку, що впадає в річку Маккензі.

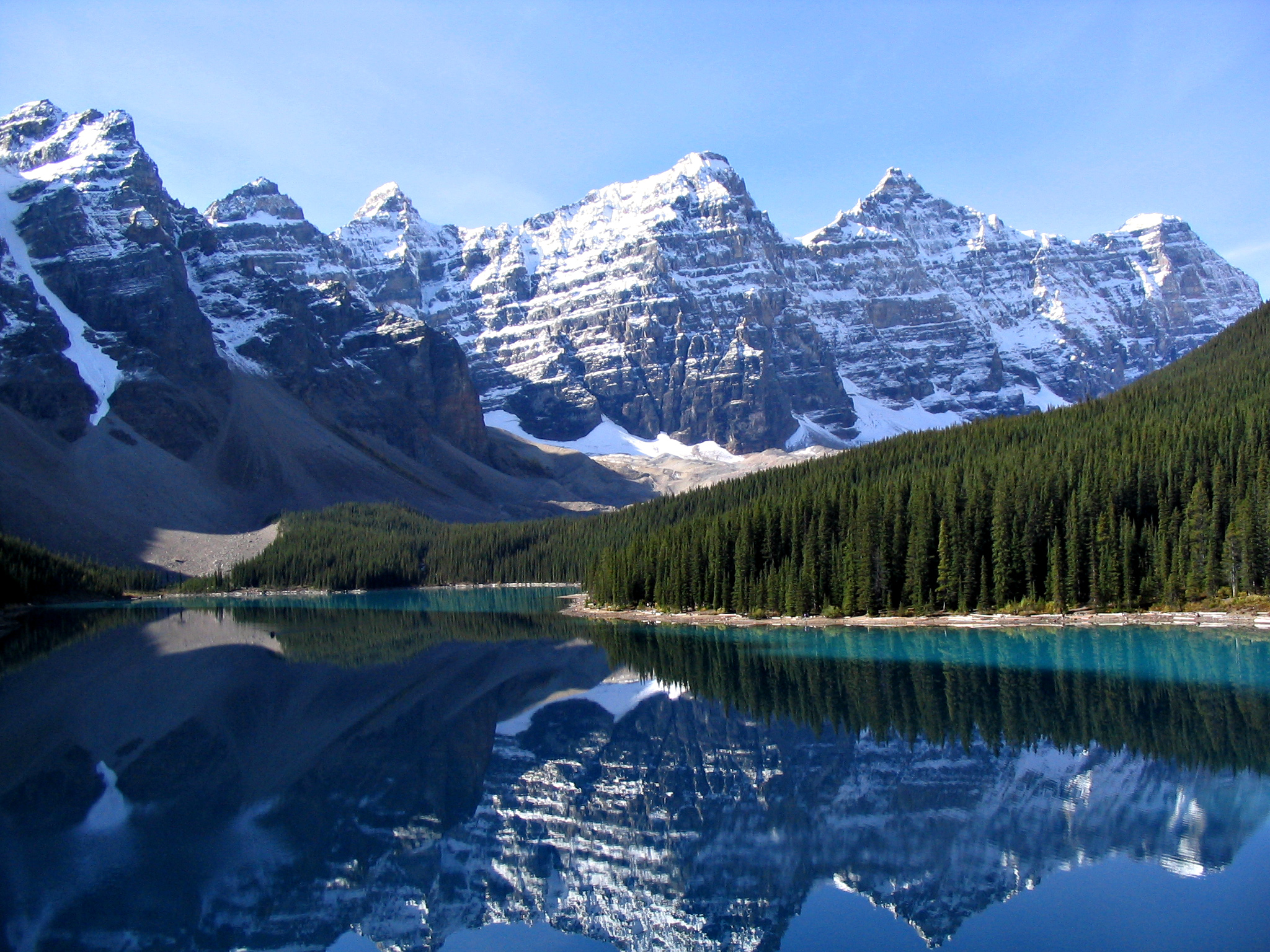
Озеро Морейн в Національному парку Банф

Столиця Альберти, місто Едмонтон, розташоване приблизно в географічному центрі провінції, і є найпівнічнішим мегаполісом у Канаді, населення якого перевищило мільйон мешканців. Едмонтон знаходиться поряд з найбільшою частиною нафтового потенціалу західної Канади, є великим центром нафтопереробки, і опорним пунктом освоєння ресурсів на півночі Канади.
Найбільше місто Альберти, Калґарі, важливий фінансовий, комерційний та індустріальний центр Канади, лежить приблизно за 280 кілометрів на південь від Едмонтона і 240 кілометрів на північ від кордону зі США, в оточенні скотарських ферм. Місто витягнуте з півночі на південь приблизно на 50 км. З багатьох районів міста можна бачити Скелясті Гори, розташовані на відстані 80 кілометрів від центру міста на захід.
Майже 75 % населення провінції Альберта живе в коридорі Калґарі — Едмонтон. Найважливішими містами провінції, окрім Едмонтона і Калґарі, є Ред Дір, Летбридж, Медисин Гет, Ґранд Прері, Форт МакМюррей.

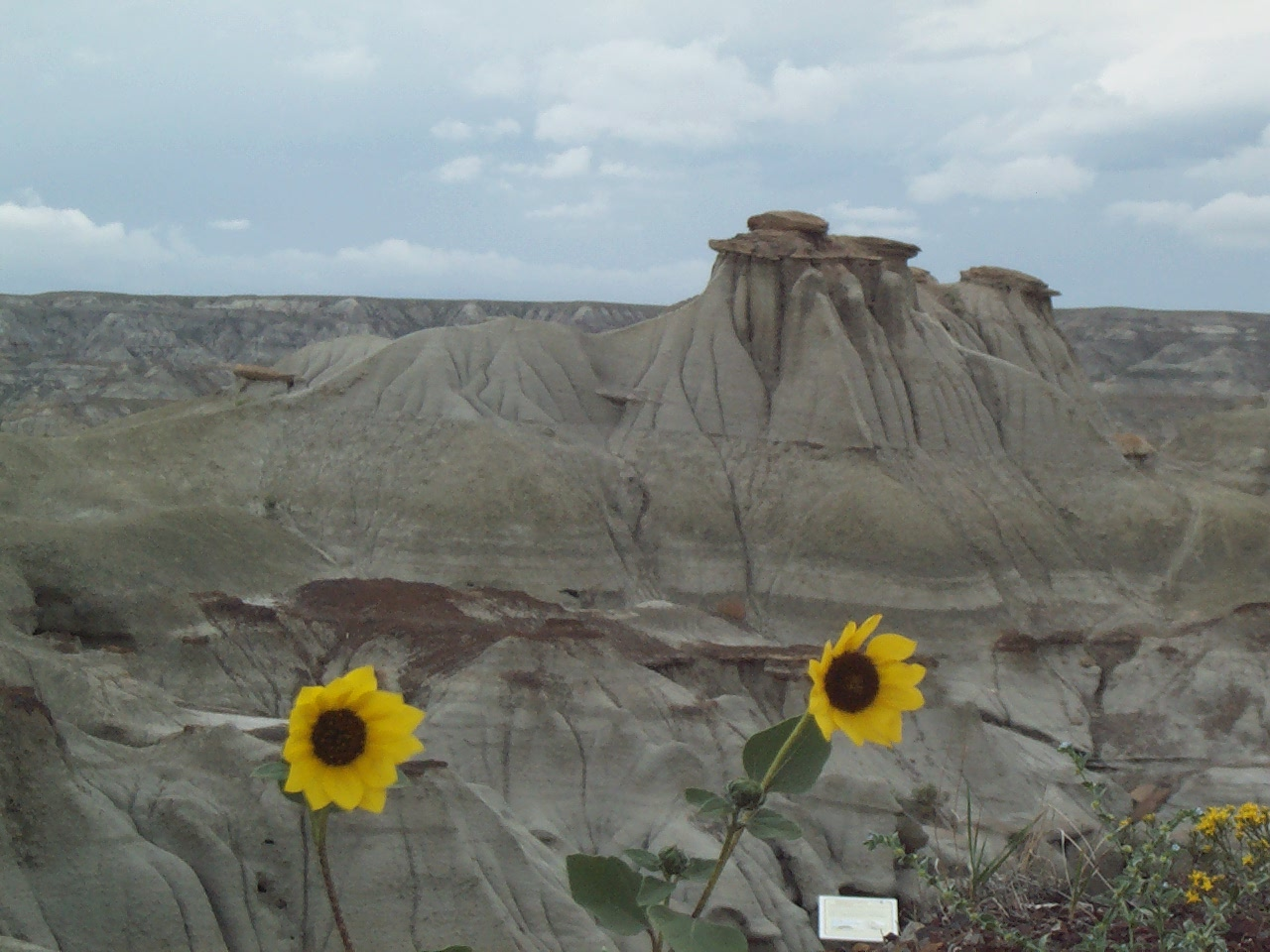
Ерозійні стовпи (hoodoos) та дикі соняшники в провінційному парку Динозавр

Більшість північної частини провінції покрита бореальними лісами, в той же час Скелясті гори вздовж південно-західного кордону в основному теж покриті лісом. Південна чверть провінції — це прерії, починаючи від прерій з невисокою трав'яною рослинністю в південно-східній частині провінції (на південь від міста Медисин Гет) до змішаних прерій на захід, і на північ від нього. Центральний район покритий осиковим лісостепом (Aspen Parkland), що поширюються широкою дугою між степом і лісом, від Калґарі до Едмонтона на півночі, а потім на схід до Ллойдмінстер, і містить найродючіші ґрунти в провінції, і більшість населення. Велика частина безлісної частини Альберти передана під виробництво зерна або молочне тваринництво, сільське господарство зі змішаним типом більш поширені в північних і центральних районах, а скотарство і зрошуване землеробство переважає на півдні. Безплідні землі розташовані в південно-східній Альберті, де річка Ред-Дір перетинає плоскі прерії і сільськогосподарські угіддя, особливістю яких є глибокі каньйони та яскраві форми рельєфу. Провінційний парк Динозавр — це вітрина пустельної місцевості, пустельної флори, і залишки минулого, коли динозаври бродили по пишному ландшафту.

### Клімат
Альберта має сухий континентальний клімат з теплим літом і холодною зимою. Область відкрита для холодних арктичних погодних систем з півночі, які часто призводять до вкрай низької температури в зимовий час. Оскільки фронти між повітряними масами зміщуються на північ і на південь через Альберту, температура може швидко змінюватися. Арктичні повітряні маси взимку призводять до крайньої мінімальної температури, яка коливається від -54 °C в північній частині Альберти до -46 °C в південній частині провінції Альберта. У літній час континентальні повітряні маси максимальні температури від 32 °C в горах до 40 °C в південній частині провінції Альберта.

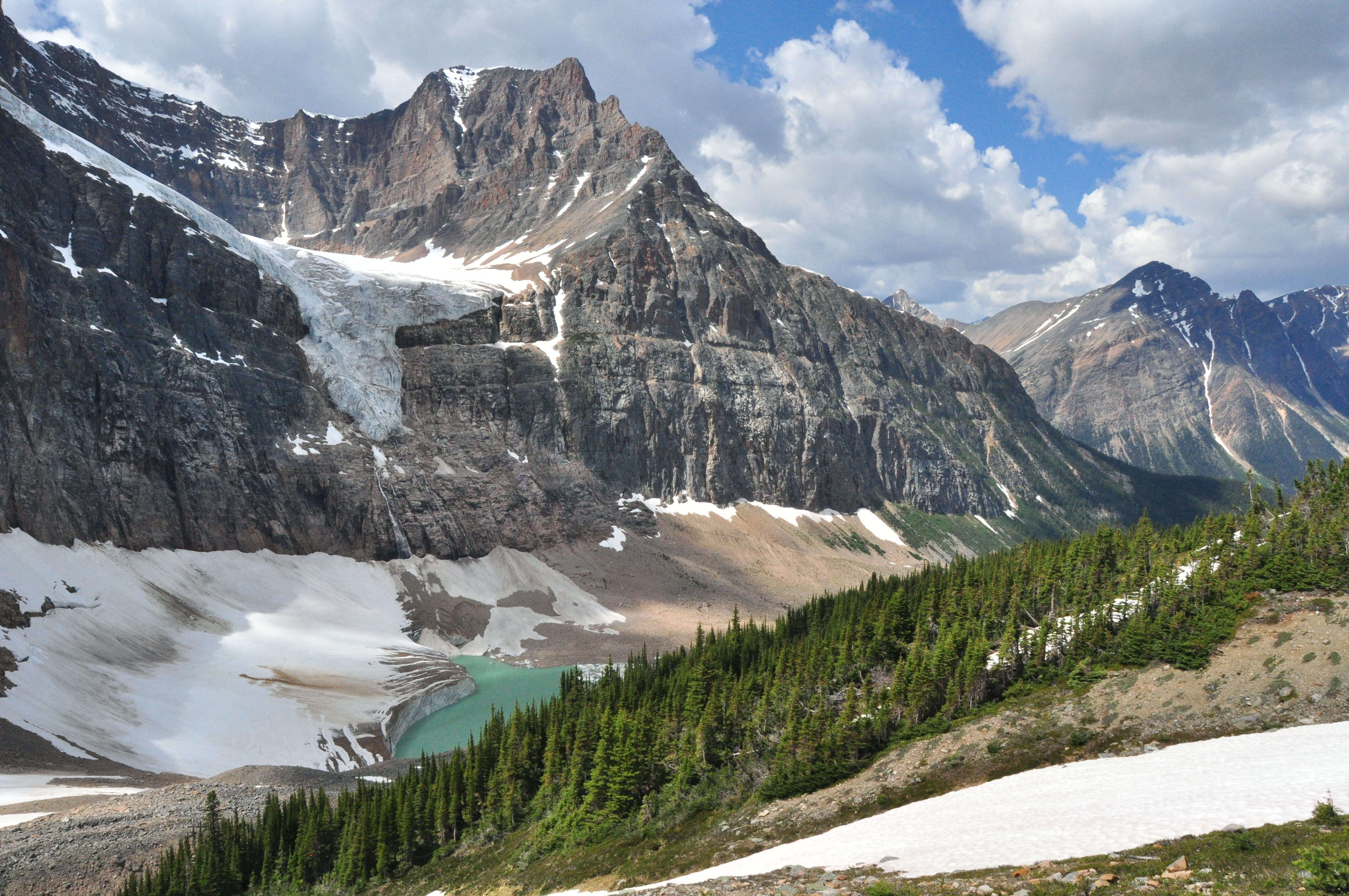
Гора Едіт Кавел у липні

Оскільки Альберта простягається більш ніж на 1200 кілометрів з півночі на південь, клімат значно варіюється. Середня температура в січні коливається від -8 °C на півдні до -24 °C на півночі, а в липні від +24 °C на півдні до +16 °C на півночі. На клімат впливає також наявність Скелястих гір на південному заході, які порушують потік переважаючих західних вітрів, велика частина вологи осідає на західних схилах гірських хребтів до досягнення провінції. Розташування на півночі та ізольованість від погодних систем Тихого океану стали причиною того, що Альберта має сухий клімат з невеликим впливом з боку океану. Річна кількість опадів від 300 мм на південному сході до 450 мм на півночі, за винятком передгір'я Скелястих гір, де кількість опадів може досягати 600 мм на рік. Влітку середньоденна температура коливається від 21 °C в Скелястих горах і долинах далеко на півночі майже до 30 °C в сухих преріях південного сходу. Північна і західна частини провінції мають більш високий рівень опадів і більш низькі швидкості випаровування, викликані більш низькими температурами влітку. На півдні та сході центральна частина схильна до посухи, яка іноді триває кілька років, але навіть ці області можуть отримати рясні опади. Альберта — сонячний край. Щорічна кількість сонячного світла в діапазоні між 1900 і 2500 годинами на рік. Північна Альберта отримує близько 18 годин денного світла в літній час. Довгі літні дні зробили літо сонячним періодом року в провінції Альберта.
У південно-західній Альберті зима часто переривається теплим, сухим вітром, Чинук, який може підняти температуру набагато вище нуля в дуже короткий період часу. Під час одного з зареєстрованих чинуків Пінчер-Крік, температура зросла з -18,9 °C до 3,3 °C за годину. Регіон Летбрідж має найбільш часті чинуки, в середньому від 30 до 35 днів чинуків на рік, в той час як Калгарі має сніжне Різдво тільки в 59 % випадків в результаті цього вітру.

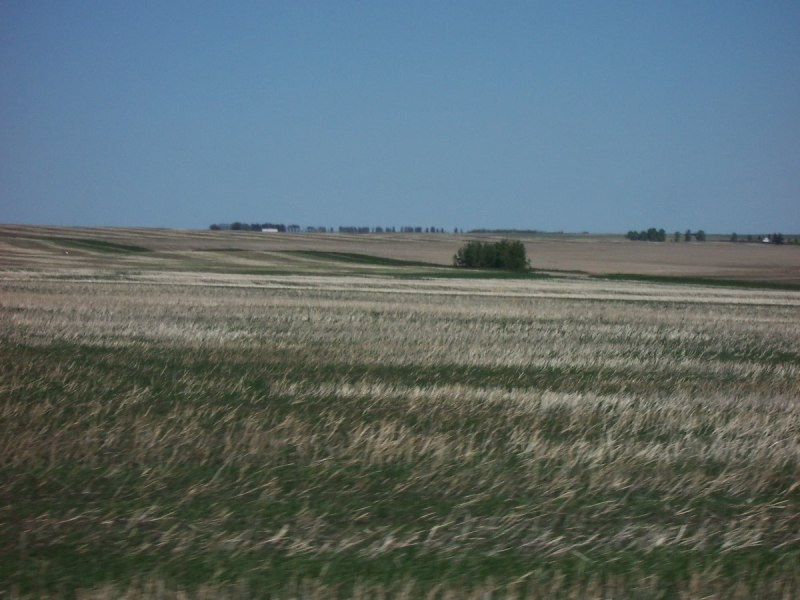
Прерії в Альберті

Північна Альберта в основному покрита бореальними лісами і має менше безморозних днів, ніж в південній Альберті через свій субарктичний клімат. Сільськогосподарські території південної Альберти мають напівпосушливий степовий клімат, оскільки річна кількість опадів менше, ніж вода, яка випаровується або використовується рослинами. Південно-східний кут Альберти, трикутник Паллізер, має більше тепла влітку і меншу кількість опадів, ніж інша частина провінції, і в результаті страждає частими проблемами з врожайністю та іноді сильними посухами. Західна Альберта знаходиться під захистом гір і має теплий вітер чинук. Центральна і північно-західна частини Альберти в області Піс-Рівер в основному зайняті осиковим лісостепом, біом перехідний між преріями на півдні і бореальними лісами на півночі.
Після південної частини провінції Онтаріо, центральний регіон Альберти, в Канаді має досвід торнадо. Грози, деякі з них дуже сильні, часті в літній час, особливо в центральній і південній Альберті. Область навколо коридору Калгарі-Едмонтон примітна найвищою частотою граду в Канаді, що обумовлено орографичним підйомом з сусідніх Скелястих гір, підвищення низхідних потоків повітря необхідних для формування граду.

### Флора
У центральній і північній частині Альберти з приходом весни в преріях розцвітають крокус, анемона, золота квасоля, шипшина та інші ранні квіти. Літо приносить багато квітів соняшника, в серпні рівнини горять жовтим і пурпурним. Південна та східна частини центральної Альберти покриті короткими, живильними травами, які висихають протягом літа поступово, замінюються ехінацеєю, флібейном і шавлією. Жовтий і білий буркун наповнює провінцію своєю красою і ароматними запахами. Дерева в парковому районі провінції ростуть укупі та смугах на схилах пагорбів. Це в основному листяні дерева, як правило, осика, тополя та верби. Багато видів верби та інші чагарники ростуть практично на будь-якій місцевості. В північній частині Альберти переважають вічнозелені ліси на сотнях тисячах квадратних кілометрів. Хвойні породи представляє модрина.

### Фауна

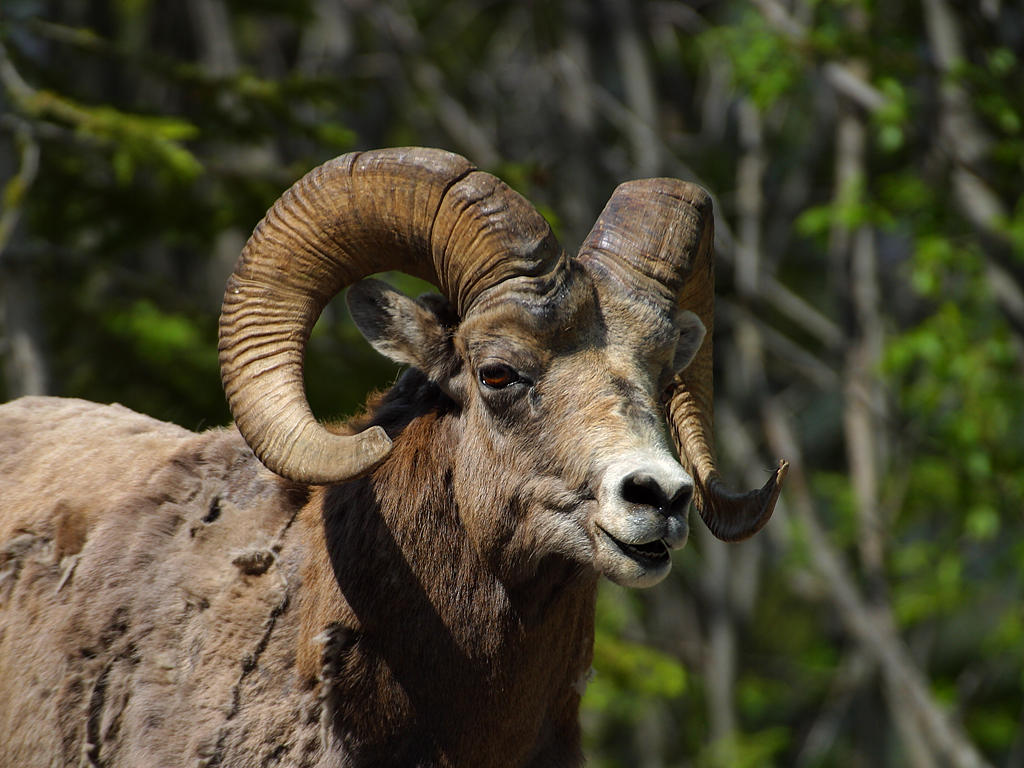
Товсторіг

4 кліматичних райони (гірські, бореальні ліси, парки і прерії) Альберти є домом для різних видів тварин. Південні та центральні райони прерій — це земля бізонів, їх трава надає великі пасовища і є живильним середовищем для мільйонів бізонів. Бізони були майже знищені в період раннього поселення, але з тих пір вжили низку заходів для їх повернення і процвітання на фермах і в парках по всій Альберті. Альберта є домом для багатьох великих хижаків. Серед них грізлі та чорні ведмеді, які живуть в горах і лісистих районах. Менші м'ясоїдні включають койотів, вовків, лисиць, рисей, і пум.
Травоїдні тварини також водяться на території провінції. Лосі, білохвості олені зустрічаються в лісистих районах, і вилороги можуть бути знайдені в степах південної Альберти. Товсторіг і гірські козли живуть в Скелястих горах. Кролики, голкошерсти, скунси, вивірки і багато видів гризунів і рептилій живуть у всіх куточках краю. В Альберті зустрічається всього лише один з видів отруйних змій, в преріях — гримучі змії.
Центральна та північна Альберта і далі на північ є місцем гніздування багатьох перелітних птахів. Величезна кількість качок, гусей, лебедів і пеліканів прибувають в Альберту кожну весну і гніздяться на землі або поблизу одного з сотень маленьких озер, в північній провінції Альберта. Орли, яструби, сови та ворони дуже численні. Альберта, як і інші регіони з помірним кліматом є домом для комарів, мух, ос і бджіл. Річки та озера багаті щукою, судаком, сигом, фореллю та навіть осетром. Черепах можна знайти в деяких водних об'єктах в південній частині провінції. Жаби і саламандри з земноводних також живуть в провінції Альберта.
Альберта є єдиною провінцією Канади, а також одним з небагатьох місць в світі, вільному від норвезького сірого щура. З початку 1950-х років, уряд Альберти ввів програму контролю над популяцією щурів, яка була настільки успішною, що є лише поодинокі випадки виявлення диких щурів, як правило, щури, які прибувають в провінцію на борту автотранспорту або залізничним транспортом. В 2006 році сільське господарство повідомляло про нульовий результат виявлення диких щурів, були тільки спіймані колишні домашні щури, які втекли від власників. Це неприпустимо для мешканців Альберти мати у власності або зберігати норвезьких щурів будь-якого виду; тварин можуть містити в провінції тільки зоопарки, університети і коледжі, а також визнані науково-дослідні інститути. В 2009 році кілька щурів були виявлені та спіймані в Південній Альберті, поставивши під загрозу статус Альберти як вільної від щурів території.

## Історія

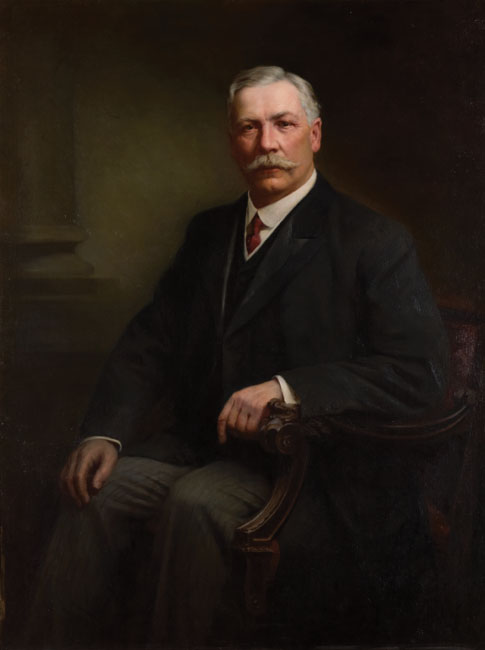
Александер Ротерфорд — перший прем'єр Альберти

Провінція Альберта, до 53 ° північної широти, була частиною Землі Руперта з моменту включення до складу Компанії Гудзонової затоки в 1670 році. Після прибуття в Північно-Західний регіон близько 1731 року французів, вони оселилися в преріях на заході, створили громади, такі як Лак Ла Біш і Боннівілль. Форт Ла Жонк'єр був створений поблизу того місця, де зараз знаходиться Калгарі. Північно-Західна Компанія з Монреаля займала північну частину території Альберти до того моменту, коли Компанія Гудзонової затоки прибула до Гудзонової затоки, щоб заволодіти нею. Перший дослідник Атабаски Пітер Понд, який від імені Північно-Західної компанії прибув з Монреаля, побудував форт Атабаска на озері Ла-Біш в 1778 році. Родерік Маккензі побудував Форт Чіпуян на Атабасці 10 роками пізніше в 1788 році. Його двоюрідний брат сер Александр Макензі, пройшов вздовж річки Північний Саскачеван до її північної точки поблизу Едмонтона, далі на північ він рушив пішки, подолав річку Атабаска, і пройшов до озера Атабаска. Там він виявив могутню річку, яка тепер носить його ім'я — річка Маккензі і впадає в Північний Льодовитий океан. Повертаючись до озера Атабаска, він слідував вгору за течією річки Піс, в кінцевому рахунку досяг Тихого океану, і тому став першою білою людиною, яка перетнула північноамериканський континент на північ від Мексики.
Велика частина території Альберти була включена в Землю Руперта, передану Канаді в 1870 році. Південна частина Альберти була частиною французької території Луїзіани і була продана Сполученим Штатам в 1803 році, в 1818 році частину Луїзіани на північ від сорок дев'ятої паралелі була передана Великій Британії. Північна Альберта, була включена в Північно-Західний край до 1870 року, коли вона і земля Руперта стала Канадськими Північно-Західними територіями. Район Альберта як частина був доданий до Північно-західних територій в 1882 році. Як тільки число поселень збільшилося, місцеві представники були введені в Північно-Західні Законодавчі Збори. Після довгої боротьби за автономію, в 1905 році район Альберти був розширений, і йому було надано статус провінції, з обранням Александера Камерона Ротерфорда як першого прем'єр-міністра.

## Населення
Альберта має відносно високі темпи зростання населення в останні роки, головним чином через зростаючу економіку. Між 2003 і 2004 роками, провінція мала високий рівень народжуваності (на одному рівні з деякими великими провінціями, такими, як Британська Колумбія), і високий рівень межпровінціальної міграції в порівнянні з іншими провінціями. Приблизно 81 % населення мешкає в міських районах, і лише близько 19 % у сільській місцевості. Коридор Калгарі-Едмонтон є найурбанізованішою областю в провінції і є одним з найбільш густонаселених районів Канади. Багато міст в Альберті характеризуються також високими темпами зростання населення. За останнє століття населення Альберти збільшилося з 73 022 в 1901 році до 2 974 807 в 2001 році і 3 290 350 згідно перепису населення 2006 року.

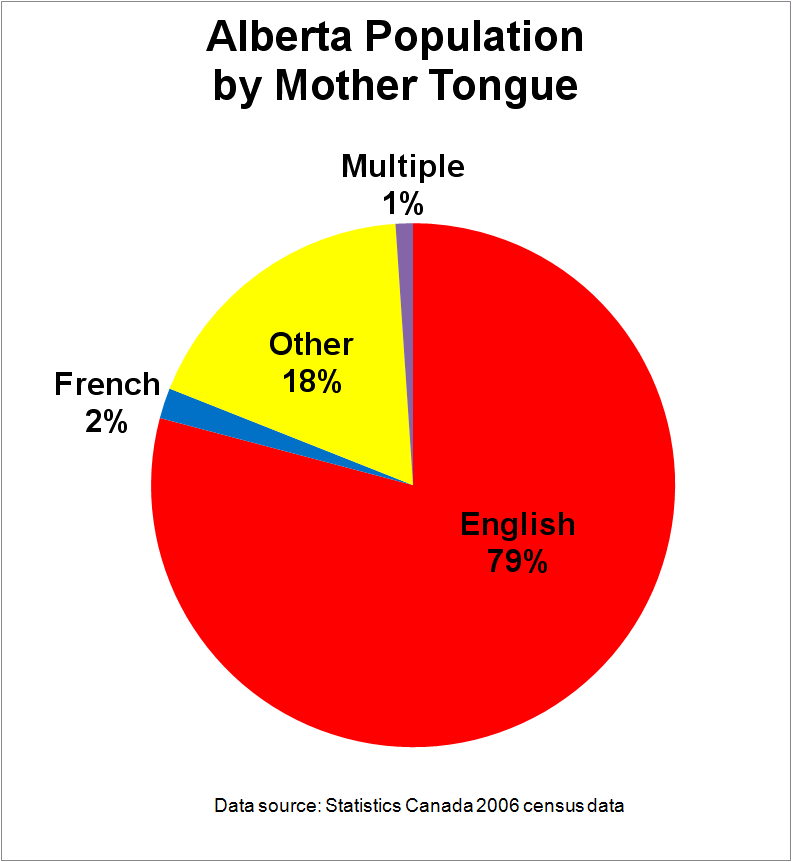
Населення Альберти за рідною мовою

За даними перепису населення в 2001 році населення Альберти — 2 974 тис. осіб, з яких 332 тис. канадські українці. Населення столиці міста Едмонтона — 927 тис. ос., з яких 145 тис. — українського походження.
У кожному з двох найбільших міст провінції: Едмонтоні та Калгарі — проживає приблизно 1 млн осіб. Населення провінції — наймолодше та найосвіченіше, зростає швидше ніж у будь-якій іншій канадській провінції. З 1980 року, більшість імігрантів до Альберти — азіати.
Перепис населення 2006 року встановив, що англійська мова, з 2 576 670 носіїв мови, була найпоширенішою рідною мовою Альберти, що становить 79,99 % населення провінції. Наступною найпоширенішою рідною мовою були різні китайські діалекти з носіями мови 97 275 (3,02 %), а потім з рідною німецькою 84 505 (+2,62 %) і французькою мовою з 61 225 (1,90 %). Іншими поширеними рідними мовами (у порядку убування) є: панджабі, з носіями мови 36 320 (1,13 %); тагальська, з 29 740 (0,92 %); українська, з 29 455 (0,91 %); іспанська, з 29 125 (0,90 %); польська, з 21 990 (0,68 %); арабська, з 20 495 (0,64 %); голландська, з 19 980 (0,62 %) і в'єтнамська, з 19 350 (0,60 %). Найпоширеніша мова корінних народів — крі — 17 215 (+0,53 %). Інші розповсюджені рідні мови включають італійську з 13 095 носіїв (0,41 %); урду з 11 275 (0,35 %) і корейську з 10 845 (0,33 %), а потім хінді 8 985 (0,28 %); перську 7700 (0,24 %), португальську 7 205 (0,22 %) і угорську 6 770 (0,21 %).
Альберта володіє значним етнічним розмаїттям. Як і в решті частини Канади, багато іммігрантів прибули з Англії, Шотландії, Ірландії та Уельсу, а також велике число прибуло з інших частин Європи, зокрема, німці, французи, українці та скандинави. Згідно з даними Статистичного управління Канади, Альберта має другий найвищий відсоток (2 %) франкофонів в західній Канаді (після Манітоби). Незважаючи на це, відносно невелике число мешканців Альберти говорять французькою. Багато хто з франкомовних мешканців Альберти живуть у центральних і північно-західних районах провінції. Згідно з переписом 2001 року, китайці становлять близько 4 % населення Альберти, індійці складають більше 2 %. Едмонтон і Калгарі мають історичні китайські квартали, Калгарі займає третє місце в Канаді за чисельністю китайської громади. Китайська присутність почалася з робітників, зайнятих у будівництві Канадської тихоокеанської залізниці в 1880 році. Корінні жителі (індіанці) Альберти становлять приблизно 3 % населення. Половина автохтонного населення Альберти (індіанців) проживає у містах; решта проживає у 46 індіанських резерваціях, у 8 метисних поселеннях та інших невеличких селищах.
В 2006 році канадський перепис населення показав що, найпоширенішими групами за етнічним походженням Альберти були: 885 825 англійці (27,2 %); 679 705 німці (20,9 %); 667 405 канадці (20,5 %); 661 265 шотландці (20,3 %); 539 160 ірландці (16,6 %); 388 210 французи (11,9 %); 332 180 українці (10,2 %); 172 910 голландці (5,3 %); 170 935 поляки (5,2 %); 169 355 індіанці Північної Америки (5,2 %); 144 585 норвежці (4,4 %) та 137 600 китайці (4,2 %).
Шотландці зробили значний вплив на географічні назви та імена багатьох міст і селищ. Зокрема назви міст Калгарі, Ейрдрі, Кенмор і Банф мають шотландське походження.
Альберта посідає третє місце за процентним співвідношенням видимих меншин після Британської Колумбії та Онтаріо — 13,9 % населення, складається з видимих меншин. Майже чверть населення міст Калгарі та Едмонтон належить до групи видимих меншин.
Корінні народи складають 5,8 % населення, близько половини з яких складається з північно-американських індіанців, інша половина з метисів. Є також невелика кількість народу інуїтів в Альберті. Число корінних народів збільшується зі швидкістю більшою, ніж населення Альберти.

### Релігія

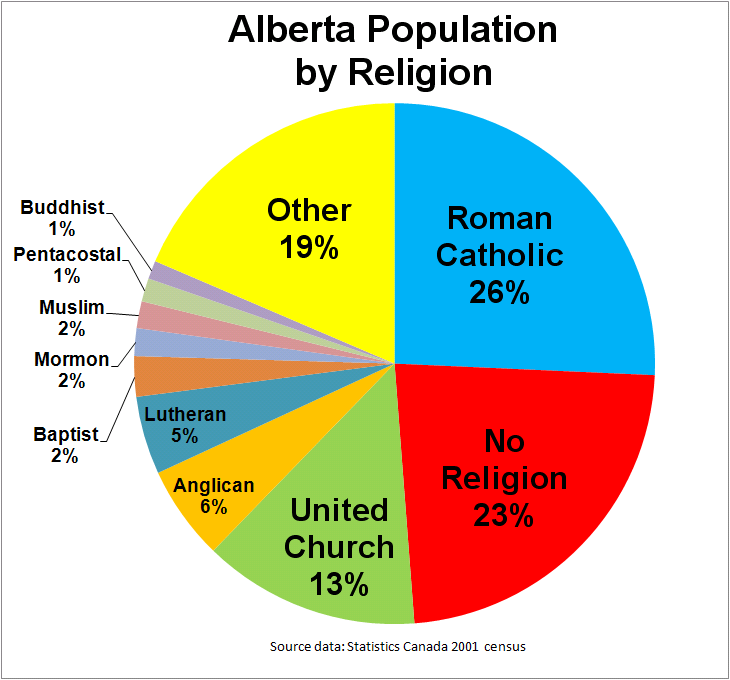
Населенняе Альберти за релігійною приналежністю

Станом на 2001 рік найбільші релігійні групи це: римо-католицька, що становить 25,7% населення. Альберта має другий найвищий відсоток нерелігійних жителів у Канаді (після Британської Колумбії) в 23,1% населення. З решти 13,5% населення вважають себе належними до Об'єднаної церкви Канади, а 5,9% до англіканської. Лютерани становлять 4,8% населення, в той час як баптисти — 2,5%.
Решта має самі різні релігійні переконання. Мормони Альберти проживають в основному на крайньому півдні провінції та складають 1,7% населення. В Альберті проживає громада гуттеритів, анабаптистів, схожих з менонітами (хуттеріти представлені 0,4% населення, в той час як меноніти 0,8%), і значна частина населення адвентисти сьомого дня 0,3% . Альберта є домом для кількох церков візантійського обряду, як частина спадщини східноєвропейської імміграції, в тому числі українська католицька єпархія Едмонтона, а також Українська православна церква Західної єпархії Канади, яка базується в Едмонтоні.
Мусульмани, сикхи та індуси також живуть у провінції Альберта. Мусульмани складають 1,7 % населення, 0,8 % сикхів і індусів 0,5 %. Більшість з них недавні іммігранти, але інші мають корені, які сягають перших поселенців в преріях. Мечеть Аль-Рашид знаходиться в Едмонтоні. Євреї становлять 0,4 % населення Альберти. Більшість з 13 000 євреїв Альберти живуть у Калгарі (7500) і Едмонтоні (5000).

## Економіка
Економіка Альберти є однією з найсильніших в Канаді, і підтримується зростаючою нафтовою промисловістю і в меншій мірі, сільським господарством і технологіями. ВВП на душу населення в 2007 році був найвищим у Канаді з C$ 74 825. Це на 61 % вище, ніж в середньому по країні C$ 46 441 і більш ніж в два рази ніж в деяких атлантичних провінціях. В 2006 році відхилення від середнього показника по країні було найбільшим в історії Канади. За даними перепису населення 2006 року, середній річний дохід сім'ї після сплати податків становив $70 986 в Альберті (порівняно з $60 270 у Канаді в цілому).
Коридор Калгарі-Едмонтон є найбільш урбанізованим регіоном в провінції, і одним з найбільш щільнозаселених в Канаді. Регіон покриває відстань приблизно 400 кілометрів з півночі на південь. В 2001 році населення коридору Калгарі-Едмонтон досягло 2,15 млн. (72 % населення Альберти). Він також є одним з регіонів в країні з найбільшою динамікою розвитку. Дослідження TD банку виявило що коридор — єдиний міський центр поєднавший американський рівень багатства при збереженні якості канадського стилю життя. Дослідження показало, що ВВП на душу населення в коридорі на 10 % вище середнього по містах США і на 40 % вище інших канадських міст.
Згідно з дослідженнями Fraser Institute, Альберта також має дуже високий рівень економічної свободи. Це, безумовно, найвільніша економіка в Канаді, і зарекомендувала себе як друга найвільніша економіка серед штатів США і провінцій Канади.

### Промисловість

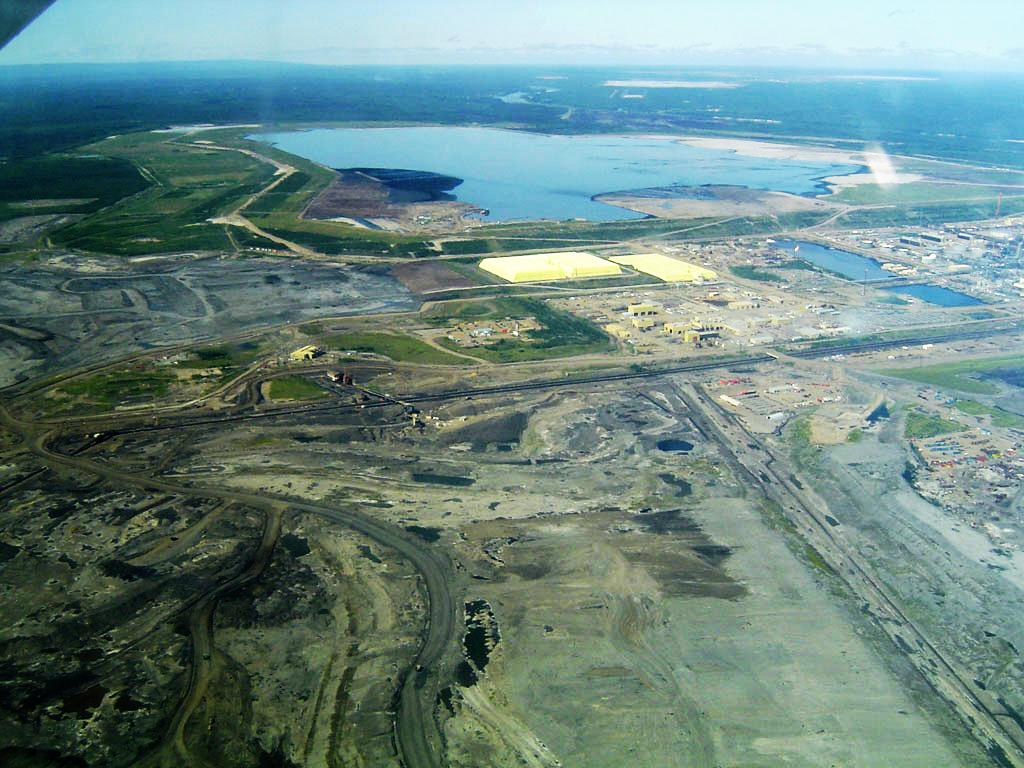
Копальні на озері Мілдред і нафтозавод в нафтових пісках Атабаски

Альберта є найбільшим виробником сирої нафти, синтетики, природного газу і нафтопродуктів в країні. Альберта — другий найбільший у світі експортер природного газу і 4-й найбільший виробник. Двоє з найбільших виробників нафтопродуктів в Північній Америці, знаходяться в центральній і північно-центральній Альберті. В Ред-Дір і Едмонтоні виробляють поліетилен світового класу і виробники випускають продукцію, що поставляється по всьому світу, а також заводи Едмонтона забезпечують сировиною нафтохімічну промисловість на схід від Едмонтона.
Нафтові піски Атабаски, за оцінками, мають запаси нафти, приблизно рівні запасам звичайної нафти в усьому іншому світі, близько 1600 млрд барелів (254 км³). З розвитком нових методів вилучення, бітум і синтетична сира нафта можуть бути вироблені при витратах, близьких до звичайної нафти. Багато компаній використовують як традиційні, так і нетрадиційні методи вилучення бітуму з нафтоносних пісків. З урахуванням сучасних технологій і в поточних цінах, близько 315 млрд барелів (50 км³) бітуму підлягають відшкодуванню. Форт Мак-Мюррей, один з найбільш швидкозростаючих міст Канади, значно розширився в останні роки через великі корпорації, які зайнялися видобутком нафти. Станом на кінець 2006 року налічувалося понад 100 млрд дол. в проектах видобутку нафтоносних пісків у стадії будівництва або на етапі планування у північно-східній Альберті. Іншим фактором, що визначає доцільність видобутку нафти з нафтоносних пісків, є ціна на нафту. Підвищення цін на нафту з 2003 року зробило більш вигідним її видобуток, враховуючи, що в минулому вона давала мало прибутку або навіть приносила збиток.
Спільними зусиллями та при підтримці уряду провінції, кілька високотехнологічних галузей промисловості з'явилися в провінції Альберта, зокрема виникли патенти, пов'язані з інтерактивними системами рідкокристалічних дисплеїв. Зі зростанням економіки в Альберті з'явився ряд фінансових установ, що займаються питаннями громадянського суспільства, і приватні фонди.

### Сільське та лісове господарство
Сільське господарство займає значне місце в економіці провінції. Провінція налічує більше 3 мільйонів голів великої рогатої худоби, і Альберта поставляє здорову яловичину на світовий ринок. Майже половина всієї канадської яловичини проводиться в Альберті. Альберта є одним з основних виробників бізонів для споживчого ринку. Також вирощуються вівці для виробництва вовни та баранини.

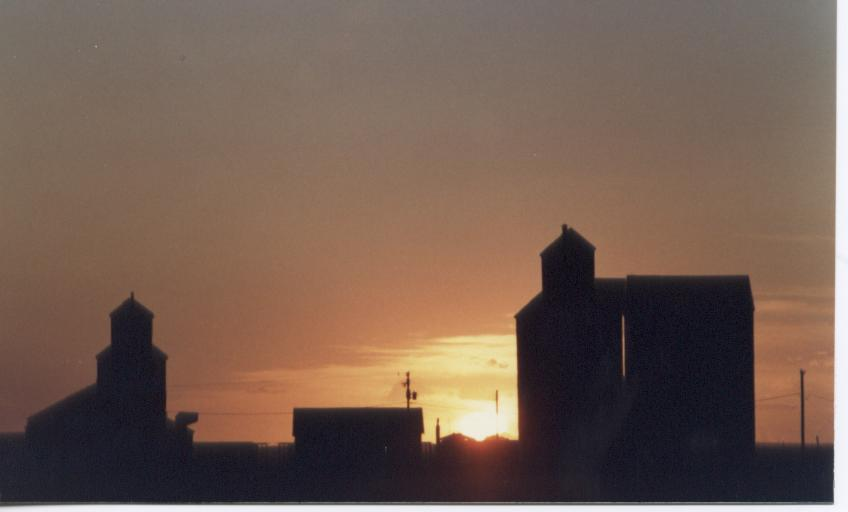
Зерновий елеватор в південній Альберті

Пшениця і ріпак є основними сільськогосподарськими культурами, і Альберта — провідний виробник озимої пшениці, інші зернові культури також займають важливе місце. Велика частина сільського господарства ведеться на посушливих територіях, сільського господарства, часто землю залишають під паром і чергують з землеробством. Безперервна обробка сільськогосподарських культур (в яких немає парових сезонів) поступово стає більш поширеним способом виробництва через збільшення прибутку та зменшення ерозії ґрунтів. По всій провінції, колись широко поширені елеватори поступово руйнуються, залізничні лінії скорочуються; фермери зазвичай везуть на вантажівках зерно в центральні точки.
Альберта є провідною бджільницькою провінцією Канади, деякі бджолярі влаштовують зимівлю вуликів в приміщенні в спеціально призначених коморах у південній Альберти, а потім мігрують на північ влітку в долину річки Піс, де сезон короткий, але робочий день довгий для бджіл для виробництва меду з конюшини та іван-чаю. Гібридний ріпак також вимагає запилення бджіл, і деякі бджолярі надають цю послугу.
Величезні запаси лісів північних хвойних порід дозволяють Альберті виробляти велику кількість пиломатеріалів, ДСП і фанери, а кілька заводів у Північній Альберті поставляють Північній Америці та Азійсько-Тихоокеанському регіону вибілені целюлозу і газетний папір.

### Туризм
Альберта приваблювала туристів з перших днів XX століття атракціонами, включаючи катання на лижах, пішим туризмом, торгівлею, наприклад Вест Едмонтон Молл, Калгарі Стампід, відкритими фестивалями, професійними спортивними змаганнями, міжнародними спортивними змаганнями, такими як Ігри Співдружності та Олімпійські ігри, а також більш еклектичними пам'ятками. Є також природні пам'ятки, національний парк Лосиний острів, Національний парк Вуд-Буффало, і Колумбійський льодовик.

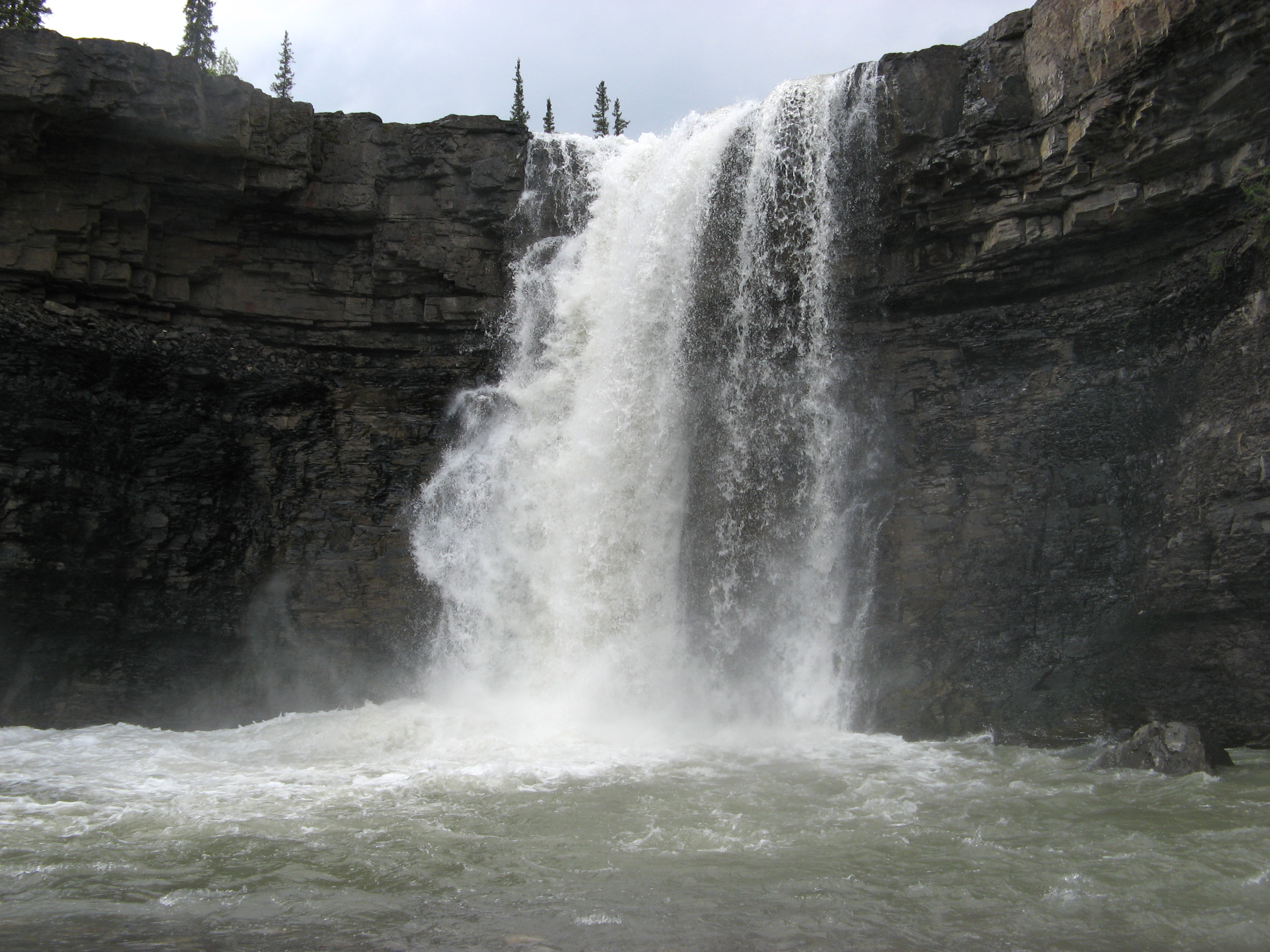
, Crescent Falls

За даними Агентства з економічного розвитку Альберти, Калгарі та Едмонтон приймають більше чотирьох мільйонів гостей щороку. Банф, Джаспер і Скелясті гори відвідують близько 3 млн людей на рік. Туризм Альберти значною мірою спирається на туристів з Південного Онтаріо, а також туристів з інших регіонів Канади, Сполучених Штатів та інших країн.
Скелясті гори Альберти включають відомі туристичні напрямки: Національний парки Банф і Джаспер. Банф розташований в 128 км на захід від Калгарі на шосе 1, Джаспер знаходиться в 366 км на захід від Едмонтона. П'ять з 14 пам'яток Канади визнаних Світовою спадщиною знаходяться в провінції: національні парки в Канадських Скелястих горах, Вотертон-Лейкс, Вуд-Буффало, Провінційний парк динозаврів і Хед-Смешт-Ін-Баффало-Джамп.

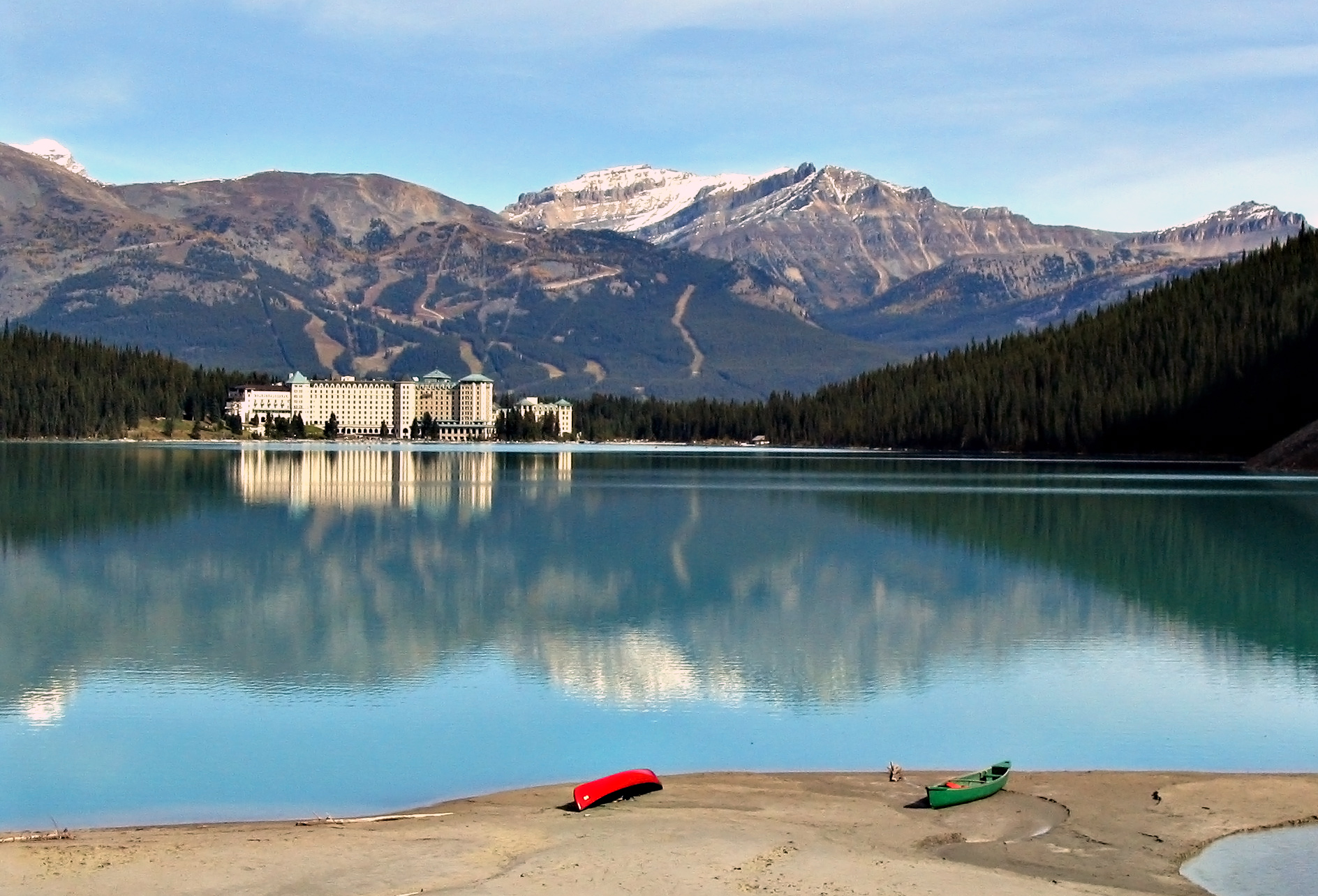
Озеро Луїза в канадських Скелястих горах

Близько 1,2 мільйонів людей відвідують Калгарі Стампід, святкування Канадського дикого Заходу. Близько 700 000 чоловік відвідують Капітал Екс Едмонтон. Едмонтон відкриває шлях до Юконського золота, і це єдиний шлях, який не вимагає подорожі через виснажливий та небезпечний Чілкутський перевал.
Інша визначна пам'ятка що залучає туристів (650 000 відвідувачів щороку) — Дромгелерська долина, розташована на північний схід від Калгарі. Дромгелер, «Динозаврова столиця світу», пропонує Королівський музей палеонтології. Дромгелер також відомий історією видобутку і один з найбільших виробників вугілля Західної Канади в роки війни.
Розташована в центрально-східній Альберті Залізнична екскурсія по преріям — популярний туристичний атракціон. Вона має один з небагатьох доступних паровозів у світі, пропонуючи екскурсії по преріях. Залізнична екскурсія по преріях обслуговує десятки тисяч відвідувачів щороку. Альберта є важливим місцем для туристів, які люблять кататися на лижах і піші походи; Альберта має декілька світових гірськолижних курортів, таких як Саншайн Віллідж, озеро Луїзи, басейн Мармот, Норквей і Нейкіска. Мисливці та рибалки з усього світу можуть взяти додому вражаючі трофеї та байки зі свого досвіду про природу Альберти.

### Оподаткування
Доходи провінції надходять в основному від податків на невідновлювані природні ресурси (30,4 %), податків на особисті доходи (22,3 %), корпоративних та інших податків (19,6 %), а також грантів від федерального уряду, в першу чергу для проектів у галузі інфраструктури (9,8 %). Альберта має найменше оподаткування фізичних осіб в Канаді, і є єдиною провінцією Канади, де немає провінційного податку з продажу (хоча жителі як і раніше платять федеральний податок з продажів, товарів і послуг в розмірі 5 %). Це також єдина канадська провінція що має єдину ставку оподаткування для податків на особисті доходи, які складають 10 % від оподатковуваного доходу. Податкова система Альберти підтримує прогресивний курс, дозволяючи жителям заробляти до $16 161 доларів на рік, до того як стати об'єктом провінційного оподаткування на додаток до ряду податкових пільг для інвалідів, студентів та літніх людей. Муніципалітети Альберти мають свої власні уряди, які (як правило) працюють у співпраці з урядом провінції.

## Охорона здоров'я

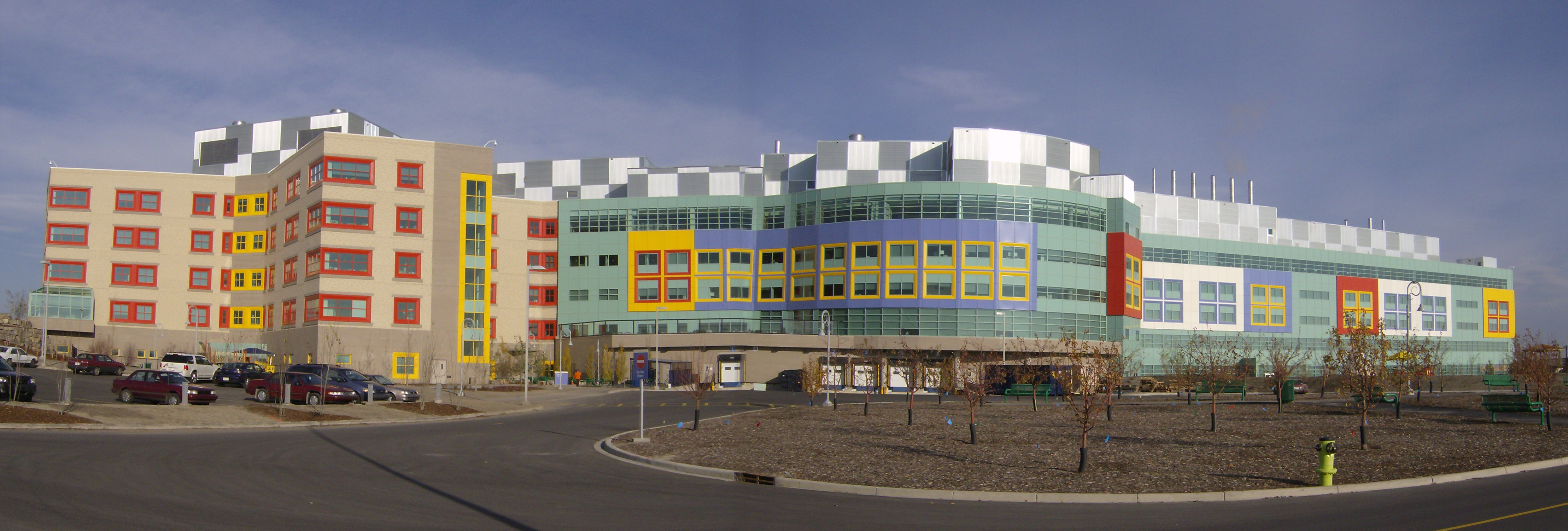
Дитяча лікарня Альберти

Як і у всіх канадських провінціях Альберта забезпечує всіх громадян і жителів допомогою державного фінансування системи охорони здоров'я. Альберта стала другою провінцією Канади (після Саскачевану) яка прийняла програму в стилі Томмі Дугласа в 1950 році, попередницю сучасної системи медичної допомоги. Бюджет охорони здоров'я Альберти в даний час становить 13,2 млрд дол. США протягом 2008—2009 фінансового року (приблизно 36 % всіх державних витрат), що робить її найкращою системою охорони здоров'я за фінансуванням на душу населення в Канаді. Щогодини більш ніж 1,5 млн дол. США витрачається на охорону здоров'я в провінції.
Високий рівень освіти населення і зростаюча економіка зробили Альберту національним лідером в області медичної освіти, наукових досліджень і ресурсів. Більшість відомих медичних центрів включають Медичний центр Футхіллс, центр Пітер Лоуїда, лікарню Років'ю, Дитячу лікарню Альберти, центр жіночого здоров'я Грейс, Медичний центр Університету Калгарі, онкологічний центр Тома Бейкера і Лібінський інститут серцево-судинної системи в Калгарі; в Едмонтоні, лікарню Університету Альберти, Королівський госпіталь Александера, Інститут серця Мазанковського, лікарню для жінок Лоїс Хоул, лікарня Стіллер, Інститут діабету Альберти, Інститут раку Кросса та Центр Рексалла з фармації та дослідженням у галузі охорони здоров'я в Едмонтоні. В даний час в Едмонтоні будується нова клініка $ 909 млн, яка забезпечуватиме аналогічні дослідження, освіту, догляд, як і клініка Майо в Сполучених Штатах.
The Shock Trauma Air Rescue Society некомерційна організація, надає послуги санітарної авіації для найвіддаленіших районів Альберти, і деяким прилеглим районам Британської Колумбії.

## Уряд

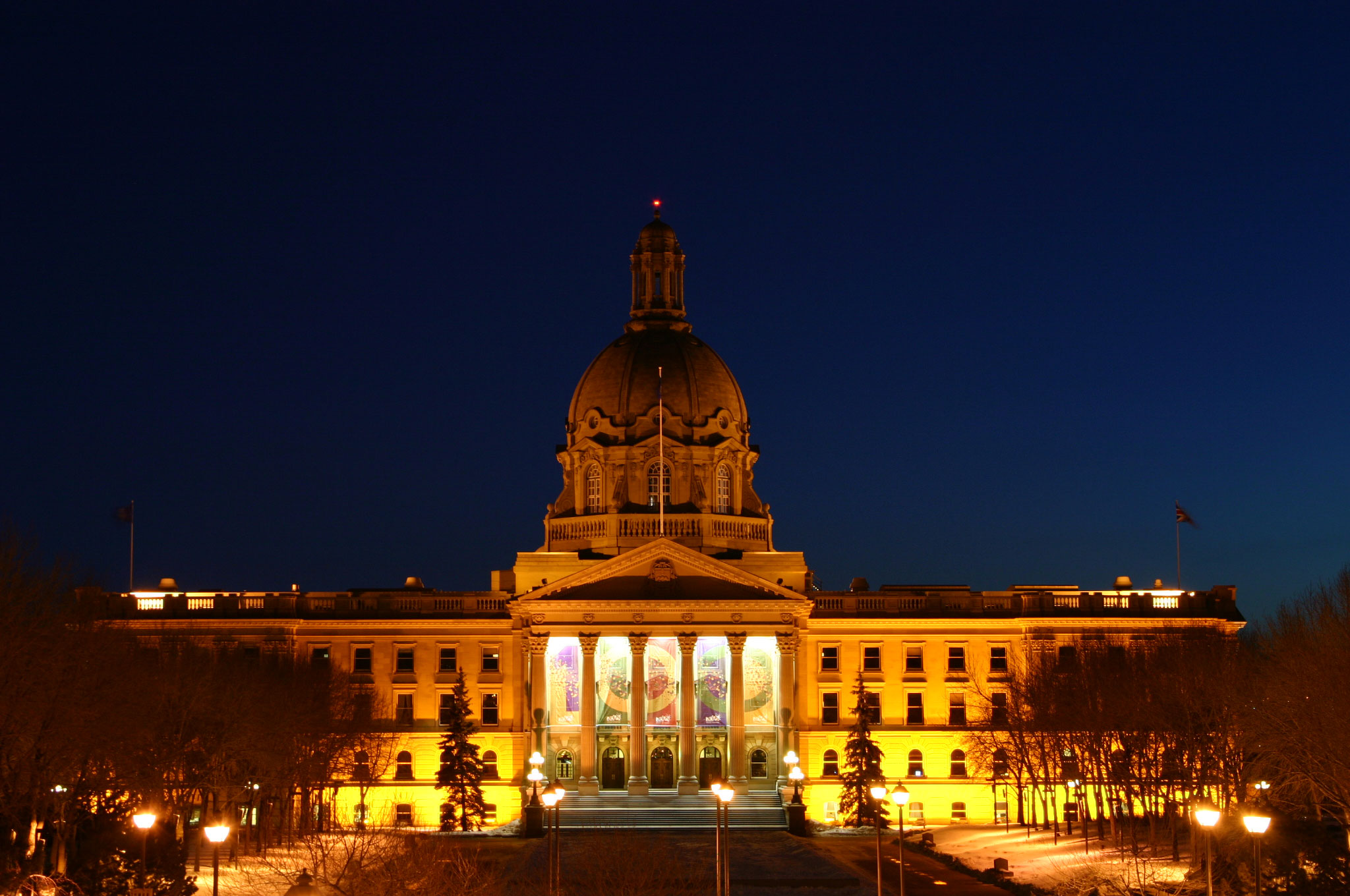
Законодавчі збори Альберти в Едмонтоні

Уряд Альберти організований як парламентська демократія з однопалатним законодавчим органом. Його однопалатні Законодавчі Збори складаються з 87 членів. Місцеві муніципальні органи влади та шкільні ради обираються по округах, і працюють окремо. Їх кордони можуть не збігатися. Як глава канадської держави королева Єлизавета II є главою держави і уряду Альберти. Її обов'язки в Альберті, здійснюються віце-губернатором Дональдом Етеллом. Хоча віце-губернатор є найпотужнішою фігурою в провінції Альберта, він насправді є фігурою, чиї дії обмежуються конституційними звичаями і конвенціями. Таким чином, уряд очолюється прем'єром. Нинішній прем'єр Джим Прентіс, який був обраний 6 вересня 2014 року. Прентіс був приведений до присяги як прем'єр-міністр Альберти 15 вересня 2014 року.
Прем'єр-міністр є членом Законодавчих зборів, і він призначає всіх членів кабінету з числа членів Законодавчих зборів. Місто Едмонтон є резиденцією уряду провінції, столицею провінції Альберта.
Вибори в Альберті, як правило дають результати, які набагато більш консервативні, ніж в інших провінціях Канади. Альберта традиційно має три політичні партії, Прогресивних консерваторів («консерватори» або «торі»), лібералів і соціал-демократичних Нових демократів. Четверта партія, рішуча консервативна Соціально-кредитна партія, була при владі в провінції Альберта протягом багатьох десятиліть, але пішла з політичної карти після приходу до влади Прогресивних консерваторів в 1971 році. З того часу, жодна інша політична партія не керувала Альбертою. Тільки чотири партії Альберти перебували при владі: ліберали, з 1905 по 1921 роки; Сполучені фермери Альберти, з 1921 по 1935 роки; Соціально-кредитна партія, з 1935 по 1971 роки; Прогресивно-консервативна партія, з 1971 року і по теперішній час.
Альберта має випадкові сплески сепаратистських настроїв. Навіть у 1980-ті роки, коли ці настрої були на максимумі, ніколи не було достатнього інтересу до відокремлення, щоб ініціювати будь-який серйозний рух або референдум.
У 2008 році на провінційних виборах, що відбулися 3 березня 2008 року, Прогресивно-консервативна партія здобула більшість у 72 з 83 місць, Ліберальна партія Альберти була обрана як офіційна опозиція з 9 членами, і Нова демократична група отримала 2 місця.

## Освіта

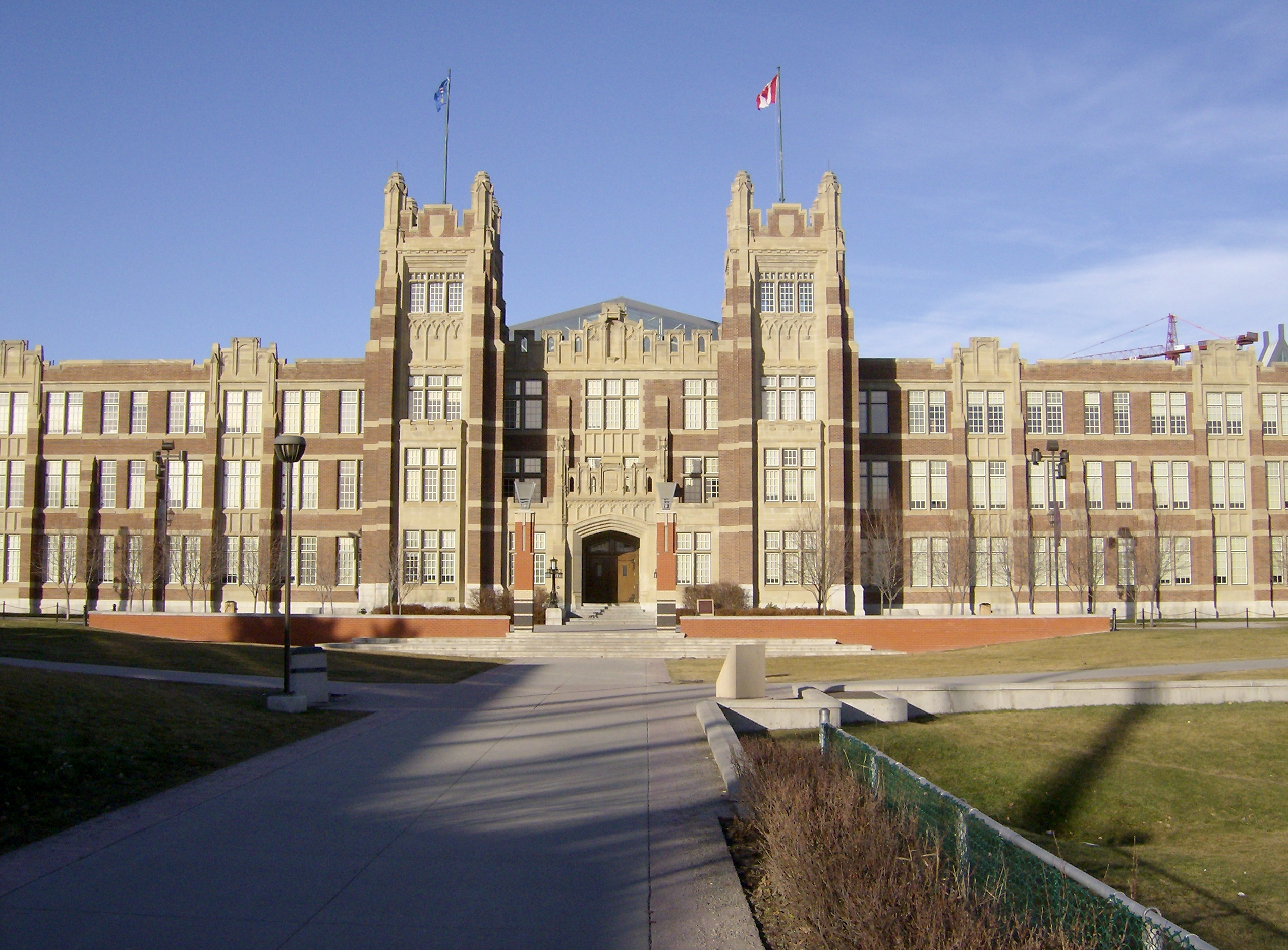
Один з інститутів Альберти SAIT

Як і в будь канадській провінції, в Альберті законодавчий орган має майже виняткове право приймати закони, що стосуються освіти. З 1905 року законодавчий орган використав цей потенціал для продовження моделі місцевих виборних державних і окремих шкільних рад, які виникли до 1905 року, а також для створення та/або управління університетами, коледжами, технічними інститутами та іншими навчальними закладами та інститутами (державні школи, приватні школи, домашнє навчання).

### Початкові школи
В провінції 42 шкільних округи та 17 окремих шкіл. Шістнадцять з шкільних округів — католицькі, а один (Сент Альберт) — протестантський. Протягом багатьох років уряд провінції фінансував більшу частину витрат по шкільній освіті. До 1994 року громадськість і окремі шкільні ради в провінції Альберта прийняли законодавчі повноваження стягувати податок на майно як додаткову підтримку місцевої освіти. В 1994 році уряд провінції усунув це право для громадських шкільних рад, але не для окремих шкільних рад. З 1994 року податок на майно на підтримку шкільної освіти все ще стягується; різниця, в тому, що ставка в даний час встановлюється урядом провінції, гроші зібрані місцевою муніципальною владою направляються уряду провінції. Відповідне законодавство вимагає, щоб всі гроші, зібрані з податку на майно повинні йти на підтримку шкільної освіти, що надається у відділах освіти.
Державні та окремі шкільні ради, статут школи, приватні школи, всі наступні програми навчальних курсів і навчальна програма, затверджені провінційним департаментом освіти (Міністерство освіти Альберти). Школярі можуть вибрати наявні програми навчання або розробити свої власні програми навчання. У державних і окремих школах, і приватних школах працюють викладачі, які сертифіковані Міністерством освіти Альберти.

### Університети
Найстарішим і найбільшим університетом Альберти є Університет Альберти в Едмонтоні, створений в 1908 році. Калгарський університет, колись пов'язаний з Університетом Альберти, отримав свою автономію в 1966 році і сьогодні є другим за величиною університетом у провінції. Існує також університет Атабаски, який фокусується на дистанційному навчанні, і університет Летбріджа.
На початку вересня 2009 року, університет Маунт-Ройал став другим державним університетом в Калгарі, а в кінці вересня 2009 року, аналогічний крок зробив другий державний університет Грант Макуон в Едмонтоні. Є 15 коледжів, які отримують пряме державне фінансування, а також два технічних інститути, Технологічний інститут Північної Альберти і Технологічний інститут Південної Альберти.
Існує також великий і активний приватний сектор у вищих навчальних закладах, в основному християнські університети, в результаті чого загальне число університетів досягає 12, а також розташований в Калгарі університет Деврі. Студенти можуть отримувати державні позики та субсидії під час навчання в окремих приватних університетах. Існували деякі розбіжності в останні роки пов'язані зі зростанням вартості після закінчення середньої освіти для учнів. В 2005 році Прем'єр Ральф Кляйн дав обіцянку, що він заморозить ціни на навчання та знайде шляхи скорочення витрат на шкільне навчання. Станом на сьогодня план так і не був оприлюднений урядом Альберти.

## Культура

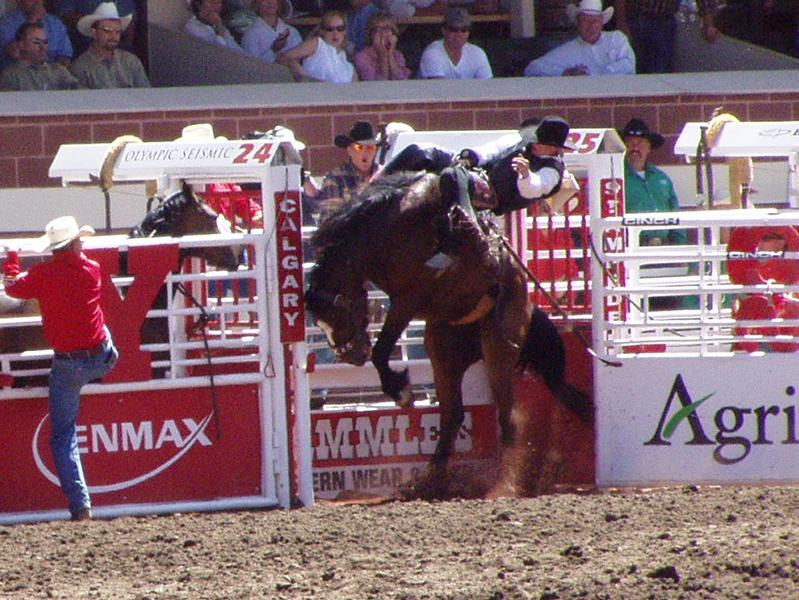
Калгарі Стампід

Літо приносить багато фестивалів в провінцію Альберта, особливо в Едмонтон. Едмонтонський Fringe Festival є другим у світі за розмірами після Единбурга. Фестивалі народної музики проходять як в Калгарі так і в Едмонтоні, і обидва найбільших міста приймають велику кількість щорічних культурних подій. Враховуючи велику кількість літніх і зимових заходів, Едмонтон зветься «Містом фестивалів».
Калгарі також є домом для Carifest, другого за величиною Карибського фестивалю в країні (після Caribana в Торонто). Обидва Едмонтон і Калгарі, також відомі за гідними кінофестивалям. Місто Калгарі також відоме своїм фестивалем Калгарі Стампід, який отримав назву «Найбільша вулична вистава у світі». Стампід є найбільшим фестивалем родео в Канаді та його особливістю є проведення конкурсів, таких, як в'язання теляти і стрибка на бику. Калгарі і Едмонтон мають команди в Канадській футбольній лізі і Національній хокейній лізі. Футбол, регбі лакросс також мають професійні команди в Альберті.

## Українці Альберти
Десять із 83 депутатів Парламенту Альберти — українського походження (2005 р). Серед видатних альбертійців українського походження можна відзначити колишнього прем'єр-міністра Альберти Еда Стельмаха, колишнього мера Едмонтона Вільяма Гавриляка, міністра освіти провінції Жене Звоздецького [Архівовано 24 серпня 2006 у Wayback Machine.]. Членами Законодавчих зборів Альберти також були Вільям Федун, Андрій Шандро, Майк Чорногуз, Вільям Томин, Емброуз Головач, Ізидор Ґорецький та інші.
На північ і на схід від міста Едмонтона простягнувся так званий екокультурний регіон Калина Кантрі (Kalyna Country) з високою щільністю компактного проживання етнічних українців і унікальною культурною спадщиною. За 80 кілометрів на схід від столиці провінції побудований екокультурний музей Село Спадщини Української Культури (англ. Ukrainian Cultural Heritage Village).
У школах провінції викладається більш ніж 20 іноземних та автохтонних мов, включно з вивченням французької методом заглиблення у середовище та 6 іноземними мовами, що вивчаються у двомовних програмах. Учням українських двомовних шкіл (англ. Ukrainian bilingual schools) в Альберті дано можливість вивчати українську мову й культуру у залік навчальних годин. У державному Університеті Альберти функціонують фолкльорні й мовні інститути україністики.
Від листопада 2016 року у провінції Альберта офіційне свято українців — 7 вересня.